# بشنو (غوهران)
بشنو (بالفارسية: بشنو) هي قرية تقع في إيران في قسم غوهران الريفي. يقدر عدد سكانها بـ 284 نسمة بحسب إحصاء 2016.